# Храм Вознесения Господня (Скопин)
Храм во имя Вознесения Господня — православный храм, находящийся в городе Скопин Рязанской области и принадлежащий к Скопинскому благочинию Скопинской епархии.

## История

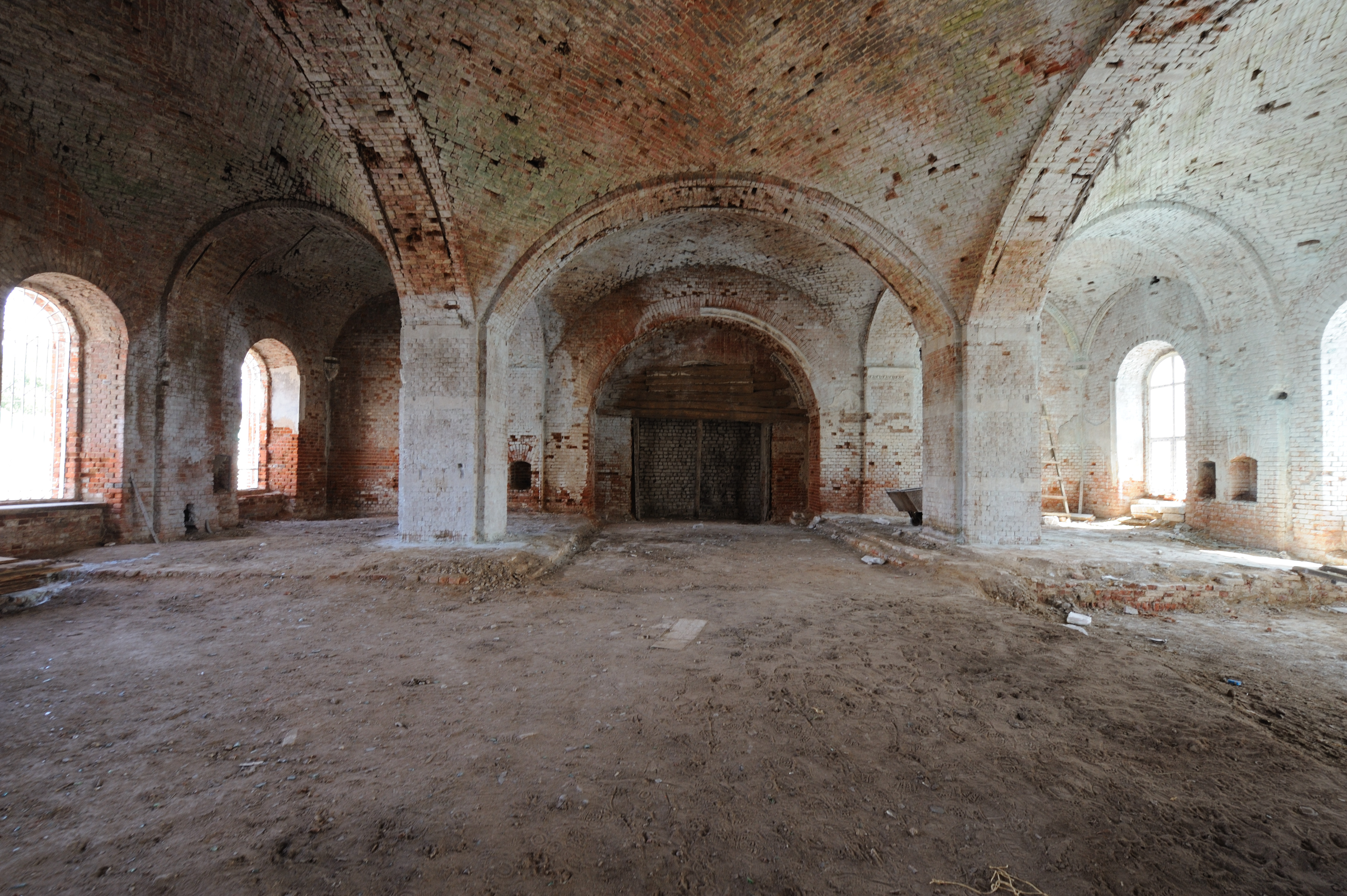

История храма начинается с созданной в 1668 году в городе Скопине, по указу царя Алексея Михайловича, государевой женской богадельни. В 1690 году проживающие в богадельне старицы направляют на имя царей Иоанна и Петра Алексеевичей прошения об организации на месте заброшенного в 1683 году конюшенного завода женского монастыря.
...богадѣленныя избы построены на торговой площади и близъ кружечнаго двора, гдѣ отъ безстыдныхъ людей и ихъ словъ жить невозможно. А есть де за посадомъ, близъ церкви Казансія, Государевъ конюшенный дворъ, который съ 191 года стоитъ пороженъ, а вмѣсто того построенъ за рѣкою Вердою новой; а подъ монастыръ то старое мѣсто годно. То били челомъ, дабы повелѣно имъ было на томъ старомъ конюшенномъ мѣстѣ построить дѣвичъ монастырь...
Прошение было удовлетворено в 1691 году, а создание монастыря было возложено на скопинского воеводу Авраама Пасынкова.
...стольнику и воеводѣ Скопинскому Аврааму Пасынкову онымъ старицамъ съ строеніемъ и городъбой дать старое конюшенное мѣсто подъ монастырь и церковь построить своими ружными деньгами и мірскимъ подаяніемъ...
Строительство монастыря было закончено в 1693 году, а 9 августа 1694 года митрополит Рязанский Авраамий благословил старицу Марию игумене. 
Строительство Вознесенского храма при монастыре было закончено к 1744 году. 
В 1764 году монастырь был упразднен. После упразднения монастыря, Вознесенский храм был преобразован в приходской.
Изначально в храме был один придел, во имя Смоленской иконы Божьей Матери, который освятили 13 ноября 1784 года. 
В 1809 году церковь перестраивают, в 1857 году придел переименовывают во имя иконы Богородицы — Всех Скорбящих Радость. 
В 1878 году храм опять перестраивают, придел и колокольню разбирают и отстраивают заново. В обновленном храме организуют два престола, правый — во имя иконы Богородицы — Всех Скорбящих Радость, левый — во имя Архангела Михаила.
16 июля 1951 года было принято решение облисполкома «О сломе здания церкви Вознесения Господня в г. Скопине».
После закрытия и осквернения здание храма использовалось под складское помещение, где хранились химические удобрения и яды. Об этом свидетельствовали многочисленные этикетки, встречающиеся при восстановительных работах.
В 2014 году началось восстановление храма. В этом же году епископ Скопинский и Шацкий Владимир совершил великое освящение. 

## Современное состояние
26 мая 2014 года было проведено освящение храма и Божественная литургия. 
Придел храма был освящен в честь иконы Божией Матери «Всех скорбящих Радость».
В настоящее время настоятелем храма является протоиерей Владимир Евтихиевич Палий, осуществляющий восстановление храма. 
В храме проходят богослужения. Храм расположен по адресу улица Пушкина, 25в.

## Известные священнослужители
- Лаврентий Фомин — 1693−1717
- Стефан Кононов — 1717−1748
- Федор Стефанов — 1748−1760
- Симеон Иродионов — 1793−1734
- Василий Петрович Добролюбов — 1835−1836
- Василий Васильевич Дятьконский — 1837−1838
- Иосиф Иоаннович Молчанов — 1839−1849
- Иоанн Ильич Россов — 1849−?
- Владимир Евтихиевич Палий — по настоящее время

## Известные игуменьи
- Мария — 1694−1699
- Евдокия −1702−1730
- Навла  ??? (Павла) — 1732−1736
- Александра — 1741−1744
- Марфа — 1750−1755
- Акилина — 1755−1799